# Расам
Расам — гострий південноіндійський суп.  Хоча іноді його подають окремо як суп, зазвичай його подають як гарнір до рису, путту, ідіяппам або доса. У традиційній південноіндійській страві це частина страви, яка включає рис самбар і тхаїр саадам. Расам має виразний смак. Охолоджені готові страви продаються на комерційному ринку, а також паста расаму у пляшках. 
Різновидом расам є тамільський суп муллігатавні.

## Походження
Расам малаяламською та тамільською мовами, Tili sāru каннадською (каннадське письмо : ತಿಳಿ ಸಾರು), або chāru мовою телугу означає «сутність», «сік» або «суп». У домогосподарствах Південної Індії расам зазвичай належить до супу, приготованого на кисло-солодкому бульйоні з кокуму або тамаринду, а також помідорів і сочевиці, доданих спецій і гарніру.

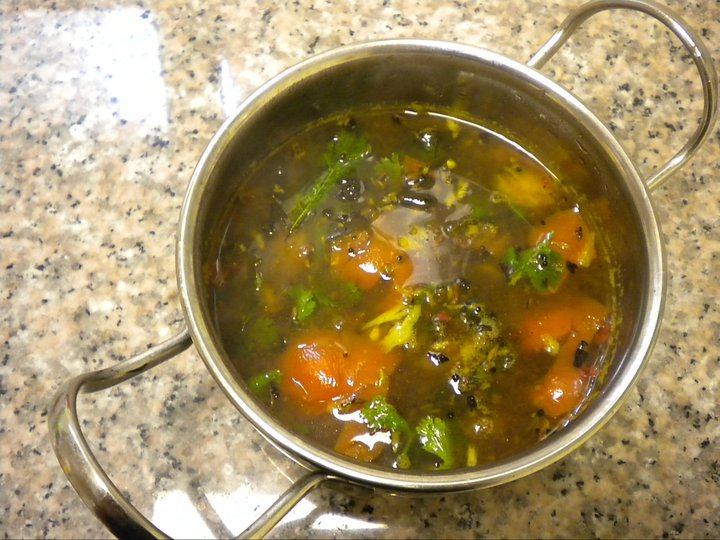
Расам з різними гарнірами

Назва расам походить від санскритського रस: rása, що означає сік, сік або есенція. Санскритське слово також утворило англійське слово rasa в естетичному сенсі.

## Інгредієнти
Расам готують переважно з бульйону кокум, малабарського тамаринду (кудам пулі), тамаринду, амбула або амчур (сушене зелене манго) залежно від регіону. Разом із томатним бульйоном, дал або сочевиця (для расаму типовим далом є колотий жовтий горошок або тур дал) використовуються в кількох рецептах расаму. Джаггері, кмин, чорний перець, куркума, насіння гірчиці, лимон, порошок чилі, листя каррі, часник, цибуля-шалот і коріандр можна використовувати як смакові інгредієнти та гарнір.

## Типи

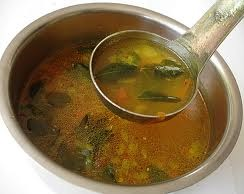
Расам

Є різні види расаму залежно від його основних інгредієнтів.